# Lijst van werken van C. Buddingh'
Dit is een overzicht van de werken van de Nederlandse dichter, schrijver en citatenverzamelaar C. Buddingh'
(hierbij niet inbegrepen vertalingen van zijn hand).

## Nederlands

### 1940 - 1950
- Het geïrriteerde lied - gedichten (1941)
- De laarzen der Mohikanen, of Niet goed, geld terug - gedichten (1941)
- Vier gedichten (1944)
- Vier gorgelrijmen (1944)
- Praeter gallum cantat - gedichten (1944)
- Het huis (1945)
- Twintig sonnetten (1945)
- Het biggetje Boris (1946)
- Avonturen van Spekkie en Blekkie (z,j.)

### 1950 - 1960
- Water en vuur (1951)
- Gorgel-rijmen (1953)
- Balladen en refereinen - een bundel zingende gedichten in het boertige, het amoureuze en het kortweg metaphysische, bijeenverzameld uit de bundels der erkende poëzie en de achterbuurten waar het straatlied bloeit, verslag gevende van zeven eeuwen dorst en minnepijn, van opzienbarende moorden en misgeboorten van geluk en ongeluk, ontroerend en genoeglijk om te lezen in een- en tweezaamheid, alsook in grote gezelschappen (1953)
- Vrijwel op slag (1953)
- Encyclopedie voor de wereldliteratuur (1954)
- Prisma citatenboek - bittere en vergulde pillen voor dagelijks gebruik en vermaak, bereid door wijzen en dwazen uit alle windstreken : toepasselijk in de meest uiteenlopende omstandigheden op uzelf en vooral op uw buurman (omstreeks 1955)
- De Blauwbilgorgel (1955)
- Liederen en romances - van Hadewych tot Lucebert (1955)
- Acht gorgelrijmen waarop het goed gorgelen is : zijnde gorgellandse nieuwe- en reeds eerder gehoorde rijmen (1957)
- Lateraal (1957)
- West Coast (1959)

### 1960 - 1970
- Eenvouds verlichte waters -  een inleiding tot de poëzie van Lucebert (1960)
- Het mes op de gorgel - gorgelrijmen en andere gedichten (1960)
- Het gevleugelde hobbelpaard - een bundel nonsensicale, humoristische, speelse, dartele en satirische poëzie uit de Nederlanden (1961)
- Zo is het dan ook nog weer eens een keer (1963)
- Prisma citatenboek 3 - een nieuwe verzameling puntige, pittige en prikkelende uitspraken van wijzen en dwazen uit oost en west (1964)
- Deze kant boven (1965)
- Geert gedicht - ter gelegenheid van de viering van zijn vijftigste verjaardag (1966)
- Misbruik wordt gestraft (roman) 1967, De Bezige Bij, 2e druk 1968, De Bezige Bij; 3e druk (in de Reeks Salamander) 1976, Querido
- Wil het bezoek afscheid nemen? : een bestiarium (1968)
- Bouke Ylstra (1968)
- Lexicon der poëzie (1968)
- Brief encounters : modern short stories (1968)
- De avonturen van Bazip Zeehok (1969)
- Op slag van zessen (1969)
- Leve het bruine monster, en andere schrifturen (1969)
- Het kind en het dier (1969)

### 1970 - 1975
- Dagboeknotities (1970)
- Wat je zegt ben je zelf - Dagboeknotities (1970)
- W & W, of Voor moeders is het altijd het ergste - grondtekst voor een toneelstuk (1970)
- 5 van Cees Buddingh' en anderen (1970)
- Sommige mensen ... (1971)
- Gedichten 1938/1970(1971)
- Documenta-box (1972)
- Verveling bestaat niet : nieuwe dagboeknotities ; Dagboeknotities (1972)
- Is deze ook goed meneer? : de evergreen in de Nederlandse poëzie (1972)
- Vooruit dan maar (1973)
- Elf gedichten voor Piet Keizer (1973)
- Poem power (1973)
- De wind houdt het droog - poëzieselectie (1974)
- Tussen neus en lippen (1974)
- Een centje voor de erepoort (1974)

### 1975 - 1980
- Science fiction verhalen - 16 korte sf-verhalen van o.m. Wyndham, Heinlein, Bradbury, Asimov, Dick en Clarke (1976)
- Wees zuinig op de dichter (1976)
- Interpolis schaaktoernooi 1977, 22 september tm 6 oktober Interpolisgebouw Tilburg - programma (1977)
- In memoriam Gerrit Achterberg (1977)
- Poëzie is een daad van bevestiging: Noord- en Zuidnederlandse poëzie van 1945 tot heden (1978)
- Een mooie tijd om later te worden; Dagboeknotities (1978)
- De eerste zestig (1978)
- Het bruine monster - verhalen over sport - literaire teksten over sport (1978)
- Nog hoor ik hem roepen (1974)
- Daar ga je, Deibel!, en andere verhalen (1975)
- Bericht aan de reizigers (1975)
- En in een mum is het avond - Dagboeknotities (1975)
- Een plek om te wortelen - Maarssense mijmeringen van C. Buddingh' (1976)
- Het houdt op met zachtjes regenen (1976)
- Dagboeknotities, 1967-1972 (1979)
- De tweede zestig - gedichten (1979)
- Augustus - Floroskoop (1979)
- Spectrum citatenboek: circa tienduizend citaten, naar onderwerp gerangschikt (1979)

### 1980 - 1985
- Ieder jaar, en juist als het tegen de Kerst gaat (1980)
- Drie oden en een elegie (1980)
- Met de Anna onder zeil (1980)
- De kat (1980)
- Verzen van een Dordtse Chinees (1980)
- Soms is een boek zo gek nog niet (1980)
- Niets spreekt vanzelf (1981)
- De stad - een bloemlezing (1981)
- Gedichten in de keerkring (1981)
- De dag van het windei & andere trapeze-verhalen : voor tien- tot honderdjarigen (1981)
- De kleine ballerina en andere microverhaaltjes (1981)
- Is dit genoeg: een stuk of wat gedichten - honderd jaar Noord- en Zuidnederlandse poëzie (1880-1980) in dertig thema's (1982)
- Een rookwolkje voor God en andere miniaturen (1982)
- Het Eiland van Dordrecht in tekst en beeld (1982)
- De uittocht van de vlinders, en andere miniaturen (1982)
- De meewarige kruipers (1983)
- Toch wel een soort liefdesverklaring : (gelegenheidsvers voor 22-11-'84) (1984)
- Met twee benen in de grond (1984)
- XXII kwasi kadavers (1984)

### 1985 - 1990
- Nieuwe gorgelrijmen (1985)
- Gedichten 1974/1985 (1986)
- Deze kant boven (1987)
- De eeuw van het kind (1988)
- Mijn katten en ik (1988)
- Je hoeft maar te kijken (1988)
- Tussen de bedrijven : dagboeknotities uit 1942 (1989)
- Een prachtig cadeau van niemand (1989)

### 1990 - 2000
- Buddingh' van A tot Z - ontmoetingen met Nederlandse en Vlaamse letterkundigen (1990)
- Portret van een witte muis (1990)
- Obsessie (1990)
- Een, twee, drie, in godsnaam (1991)
- Uit de memoires van Repelsteeltje - miniaturen (1991)
- Spectrum citatenboek - 1e volledig herziene en uitgebreide druk (1992)
- Holland super fietsboek (1993)

### 2000 - 2010
- Alle gorgelrijmen (2003)
- Citaten & aforismen (2003)
- Eerlijk is eerlijk : nagelaten miniaturen en gedichten (2004)
- Bij wijze van spreken - verzamelde miniaturen van C. Buddingh' (2004)
- Net zo links als Willem van Hanegem - het voetballeven van C. Buddingh' (2006)
- Hier is Poek (2006)
- C. Buddingh' leest De blauwbilgorgel en andere gedichten (2007)

### 2010 - 2020
- Buddingh' gebundeld : gedichten 1936-1985 (2010)
- Gorgelrijmen & gorgelwezens (2011)
- Buddingh' gebundeld - gedichten 1936-1985 (2011)
- Kleine ode aan de liefde = Kleine Ode an die Liebste (2013)
- Het jongetje met het hart van ijs (2014)
- C. Buddingh' spreekt zijn literaire leven en gedichten (2015)
- Vier nagelaten gorgelrijmen (2015)
- 'Ik ben de blauwbilgorgel' : biografie van Buddingh's oergorgelrijm (2017)
- Bazip, Deibel en andere verhalen - de beste verhalen van C. Buddingh'  (2018)
- Kees - acht gedichten : acht citaten (2018)
- Een geluk bij een ongeluk : een keuze uit de gedichten (2018)
- Wie maakt mij wat (2018)
- C. Buddingh' CollectionBox : er was eens een dichter in Dordrecht (2019)

## Vertaling
- Reptilien wieder erhältlich - Auswahl aus der Poesie von Cees Buddingh' (1973)